# Pseudopiloecium acroporioides
Pseudopiloecium acroporioides là một loài Rêu trong họ Sematophyllaceae. Loài này được (Dixon) B.C. Tan, T.J. Kop. & D.H. Norris mô tả khoa học đầu tiên năm 2007.